# 米兰·马尔科维奇
米兰·马尔科维奇（羅馬化：Milan Marković，1980年1月20日—），黑山男子排球运动员。他曾代表塞尔维亚和黑山国家队参加2004年夏季奥林匹克运动会排球比赛，获得第五名。